# Агирре, Мирта
Мирта Аги́рре Каррерас (исп. Mirta Aguirre Carreras; 18 октября 1912 — 8 августа 1980) — кубинская поэтесса, журналистка, литературоведка, общественная и политическая деятельница. Ее называли «важнейшей женщиной-учёной и беллетристкой постреволюционной Кубы». Сестра историка Серхио Агирре.

## Биография
С 1930-х годов Агирре принимала участие в борьбе против правых диктатур Херардо Мачадо и Фульхенсио Батисты, сотрудничала в прогрессивной печати наподобие газеты «Noticias de Hoy»; в 1932 году вступила в Коммунистическую партию Кубы.
После Кубинской революции занималась организаторской и научной деятельностью в области культуры, была профессором Гаванского университета, в 1975 году возглавила Институт литературы и лингвистики Академии наук Кубы
Участвовала в антологии кубинской поэзии 1936 года под редакцией Хуана Рамона Хименеса. Первые поэтические произведения Агирре философско-лирического характера вошли в сборник «Внутреннее присутствие» (1938). Позднее чаще выступала в социальной поэзии, её революционные стихи вошли в антологию «В честь 26 июля» (1962).
В начале 1950-х годов она была постоянным автором двухмесячника Mujeres cubana. На её поэзию повлияли криоллизм Николаса Гильена и идея Гарсиа Лорки о «Romancerero gitano», которую Агирре адаптировала под истории революционных достижений.
Также известна как автор литературоведческих работ о французской романтической литературе («Романтизм: от Руссо до Виктора Гюго», 1973), испанской литературе периодов средних веков и Возрождения («Кастильская лирика от её истоков до Золотого века», 1977), исследований творчества таких авторов, как Мигель Сервантес и Хуана Инес де ла Крус.